# Левашов Василь Васильович
Левашов Василь Васильович (21 (10) жовтня 1783, ? — 5 жовтня (23 вересня) 1848, Санкт-Петербург
) — військовий і державний діяч Російської імперії, Київський воєнний губернатор.  Генерал-ад'ютант (1817), генерал од кавалерії (1833), граф (1833), член Державної Ради Російської імперії (1838), голова Державної ради (1847—1848). 

## Життєпис
Позашлюбний син генерала (з 1800 — обер-єгермейстера) В. Левашова (1740—1804) та його коханки — учениці балетної школи Акуліни Семенової. Спочатку мав прізвище Карташева. Дворянські права набув за імператора Павла I 1798 року, а також право на прізвище Левашов. 
17 (6) лютого 1799 оформлений реєстратором канцелярії петербурзького губернатора, за рік після чого став колезьким асесором. Від 25 (13) березня 1801 служив майором Лейб-кірасирського полку, 27 (15) грудня 1802 переведений штаб-ротмістром до лейб-гвардії Кавалергардського полку, брав з ним участь в антинаполеонівських кампаніях російської армії 1805–1807 років, зокрема у битві при Аустерліці. Від 1806 — ротмістр. У 1806—1807 роках брав участь у битвах Війни четвертої коаліції, зокрема в битвах при Пултуську, Янкові, Ландсберзі та Прейсіш-Ейлау, потім переведений під головування Матвія Платова, отамана війська Донського. У складі його військ бився при Гуттштадті та Пассенгеймі. Улітку 1807 командував конвойним напівескадроном при імператорі Олександрі I на переговорах Олександра I зі французьким імператором Наполеоном I Бонапартом у Тільзіті. Од 1808 — полковник.
Учасник Війни[якої?] 1812 та зарубіжного походу російської армії 1813–14. За хоробрість у Бородінській битві 1812 (у критичний момент битви здійснив ефективну атаку рештками підрозділів свого полку) удостоєний ордена Святого Георгія 4-го ступеня. В подальшому брав участь у битвах під Тарутино, МАлоярославцем і Красним. 7 січня 1813 (26 грудня 1812) підвищений у чині до генерал-майора. Воював під Лютценом, Бауценом і Дрезденом під час закордонних походів російської армії, отримавши два поранення в Битві народів під Лейпцигом: шабельне в руку і кульове в груди. У 1814 році бився при Брієн-ле-Шато, Труа, Арсі-сюр-Обі, Фер-Шампенуазі, брав участь у взятті Парижа.
22 (10) вересня 1813 призначений шефом Новгородського кірасирського полку. 1815 очолив лейб-гвардії Гусарський полк (дислокувався поблизу царських резиденцій під Санкт-Петербургом). 1816 керував навчанням вихованців Царськосільського ліцею верховій їзді на конях підлеглого йому запасного ескадрону (саме в той час ліцеїстами були, зокрема, В. Вольховський і О. Пушкін). Від 29 (17) липня 1818 командував 2-ю бригадою Гвардійської легкої кавалерійської дивізії.
Від 2 листопада (21 жовтня) 1820 керував комісією військового суду, створеною при Петропавловській фортеці у зв'язку із заворушеннями солдатів лейб-гвардії Семенівського полку. 5 червня (24 травня) 1824 знову очолив бригаду та Гусарський полк. 26 (14) грудня 1825 придушував антиурядовий виступ декабристів[ненейтрально]. Був найближчим помічником імператора Миколи I у допитах арештованих, невдовзі введений до слідчого комітету (з травня 1826 — комісія) з розпізнання заколоту, а також відряджений царем від цієї комісії до спеціальної Ревізійної комісії Верховного кримінального суду з покарання заколотників.
Від початку 1826 — генерал-лейтенант. Від 13 (1) липня того ж року командував 1-ю кірасирською дивізією, через рік — гвардійською берейторською школою. 1827 головував у комісії при 1-му гвардійському корпусі для розгляду діяльності В. Раєвського як злочинної.
20 (8) лютого 1831 направлений виконувати обов'язки тимчасового військового губернатора Подільської та Волинської губерній, водночас на нього було покладено управління цивільними справами в цих губерніях. Згідно з указом від 22 січня 1832 за старим стилем, зайняв посаду київського військового губернатора, подільського та волинського генерал-губернатора. 16 (4) лютого 1832 одержав право керувати також цивільною частиною Київської губернії. Передусім провів конфіскацію  маєтків учасників Листопадового повстання, здійснив люстрації поміщицьких і монастирських маєтностей. У той час впроваджувалася російська мова у діловодстві, розроблялася та реалізовувалася цілеспрямована  система заходів зросійщення краю.
Разом з тим В. В. Левашов шукав порозуміння з представниками місцевої православної еліти, а тому не вдавався до різких змін. Підтримав ініціативу відкриття в Києві Університету Святого Володимира. Його дружина Євдокія (до шлюбу Пашкова; 1796—1868) заснувала Київське училище для нужденних дівчат.
У серпні 1831 року Василь Левашов запропонував низку заходів у боротьбі з польським рухом у західних губерніях. Він вважав за необхідне, по-перше, у зв’язку із прямою участю у повстанні ченців Почаївського василіанського монастиря, передати його з усім майном православному духівництву; по-друге, зробити цей захід постійним правилом для всіх католицьких і унійних (греко-католицьких) монастирів, ченці яких брали участь у Листопадовому повстанні. 25 жовтня 1831 року видав розпорядження відібрати в Греко-катоицької церкви Почаївський василіанський монастир й передати його до Волинської єпархії Московського патріархату. Водночас відбувався активний процес конфіскації монастирів та маєтків у католицької церкви. 
У 1833 році наказав вирубати чудовий липовий гай у Києві. На його місці виник район Липки, який було розплановано прокладанням прямих, як стріла, вулиць, що перетиналися під прямим кутом такими ж вулицями. Знищення липового гаю викликало різке незадоволення киян і особливо фельдмаршала Ф. В. Остен-Сакена, який тоді проживав у Києві. Були також знищені Виноградний та Шовковичний сади. На звільненій території генерал-губернатор наказав зводити пишні будівлі, насамперед власний маєток. 15 квітня 1833 року надіслав листа президентові Імператорської академії мистецтв Олексієві Олегіну стосовно спорудження пам’ятника князю Володимиру.
Конфліктував із фельдмаршалом князем Ф. Остен-Сакеном (сприяв розформуванню підлеглої тому 1-ї армії). 21 (9) червня 1835 увільнений з посади.
Наприкінці 1835 став чернігівським, полтавським і харківським генерал-губернатором («військовим губернатором, керівником цивільною частиною Полтавської, Чернігівської і Харківської губерній»), виконував ці обов'язки до 10 листопада (29 жовтня) 1836. У той час з'ясовував причини занепаду козацьких господарств, у зв'язку з чим зібрав у Полтаві представників волостей Полтавської і Чернігівської губерній, підготував доповідь про заходи із запобігання подальшому зубожінню козацьких господарств, підтримав ідею переселення незаможних козаків. Боронив місцеві привілеї (попри загальні уніфікаторські зусилля).
1 січня 1838 року призначено членом Державної ради. Від 8 лютого (27 січня) 1839 головував у департаменті економії Державної Ради Російської імперії. Від 24 (12) травня 1841 керував комітетом з конярства (згодом перетвореним на комітет державного конярства), від 27 січня 1842 року входив до складу комісії, що займалася будівництвом залізниці з Петербурга до Москви, від 9 листопада (28 жовтня) 1846 — особливим комітетом, створеним для розгляду питань влаштування соляної галузі в Росії. 1847 очолив Державну раду та Комітет міністрів Російської імперії.
Нагороджений багатьма російськими й іноземними орденами, у тому числі святого апостола Андрія Первозваного з алмазами, святого рівноапостольного князя Володимира 1-го ступеня (великого хреста), святого князя Олександра Невського, святої Анни 1-го ступеня з діамантами, святого Георгія 4-го ступеня, а також прусськими орденами Червоного орла 2-го ступеня і «За заслуги» — Пур ле Мерит (фр. Pour le Merite), баварським Військовим орденом Максиміліана-Йозефа 4-го ступеня, ганноверським орденом Гвельфів, нідерландським орденом Лева. Удостоєний золотої шаблі з написом «За храбрость» і золотої шаблі з алмазами.
Помер від холери в Санкт-Петербурзі, похований у Свято-Духівській церкві Олександро-Невської лаври.
1869—1919 вул. Шовковична в Києві мала офіційну назву «Левашовська».

## Родина
Перша дружина (з 19 квітня 1821) — Катерина Мятлєва (1800-1822), донька сенатора і камергера Петра Мятлєва (1756-1833) і онука генерал-фельдмаршала І. П. Салтикова
Діти:
- Олександра (1822—1880), фрейліна двору, одружена (з 23 травня 1843 року) з колезьким асесором Олександром Балашовим

Друга дружина (з 26 травня 1824) - Авдотья Пашкова (1797-1868), донька оберг-єгермейстера Василя Пашкова. 
Діти:
- Катерина (1826—1853), фрейліна, з 1846 року одружена з генерал-лейтенантом князем Борисом Голіциним
- Микола (1828-1888), генерал від інфантерії, начальник штабу Окремого корпусу жандармів та керуючий 3-м відділенням імператорської канцелярії.
- Володимир (1834-1898), генерал від артилерії, Кутаїський військовий губернатор, Одеський градоначальник